# Замок Кантурк

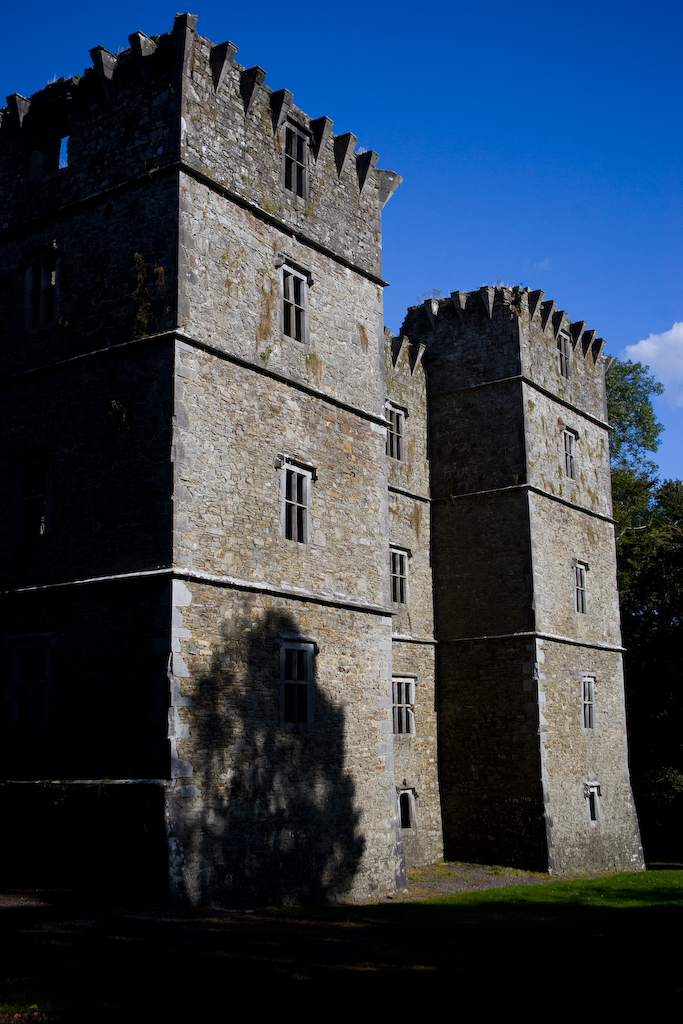
Замок Кантурк.

Замок Кантурк (англ. Kanturk Castle, ірл. Ceann Toirc) — замок Кен Тойрк, замок Голови Кабана — один із замків Ірландії, розташований в графстві Корк, біля місця злиття річок Аллоу та Даллоу, що є притоками річки Блеквотер (Чорна Вода). Це на відстані 31 милі від міста Корк, на північ від головної дороги № 72, в 9 милях від селища Маллоу, у 25 милях від міста Кілларні. Нині замок є пам'яткою історії та архітектури Ірландії національного значення.

## Історія замку Кантурк
Місце, де стоїть замок Кантурк в давні часи називалося Старий Суд. У 1601 році замок Кантурк побудував Мак Донаг Мак Карті для захисту своїх земель від англійської агресії та англійських поселенців. Замок будували з дикого каменю — з вапняку. Замок був побудований в стилі Тюдорів висотою більше 29 м, мав 5 поверхів і чотири кутові вежі. Бідівництво замку не було завершено — інформація про будівництво замку дійшла до Таємної Ради в Англію. Таємна рада наказала Мак Донагу припинити будівництво замку. Мак Донаг, отримавши погрози знищив блакитний керамічних дах і скинув його у річку. Річку тоді назвали Блакитний Потік, через блакитну кераміку, що була на дні. Замок має низку цікавих архітектурних рішень, замок належить Національному фонду Ірландії. Туристи, які цікавляться історією кланів Мак Оліфф, О'Кіфф, О'Каллаган, Гартнетт, ФіцПатрік, О'Салліван, Волш, О'Ріордан, Мак Карті відвідують замок Кантурк. Також люди з кланів О'Ніл та О'Доннелл теж пов'язують історію своїх кланів з історією замку Кантурк.